# Ricky Gervais
Ricky Dene Gervais (Reading, 25 giugno 1961) è un comico, attore, regista, sceneggiatore, produttore televisivo britannico.
Noto per la sua comicità feroce e politicamente scorretta,, spesso incentrata sulla critica alla religione e sull'ateismo, Ricky Gervais ha vinto sette BAFTA, cinque British Comedy Awards, due Premi Emmy, quattro Golden Globes e due Rose d'oro; è inoltre stato candidato per uno Screen Actors Guild Award nel 2008, nella categoria Miglior attore in una serie commedia, grazie al suo ruolo in Extras.

## Biografia
Gervais è nato al Battle Hospital di Reading, nel Berkshire, il 25 giugno 1961 da Lawrence Raymond "Jerry" Gervais (1919-2002), operaio e muratore di origini franco-canadesi e irochesi, trasferitosi nel Regno Unito durante la seconda guerra mondiale, e da madre inglese, Eva Sophia House (1925-2000). I suoi genitori si incontrarono durante un oscuramento e si stabilirono a Whitley, un sobborgo di Reading. Nell'arco di sedici anni ebbero quattro figli: Larry (1945-2019), divenuto un insegnante, Marsha (1948), futura educatrice per bambini con bisogni speciali, Bob (1950), pittore-decoratore, e infine Ricky. Su ispirazione di Bob, Ricky Gervais cominciò a mettere in discussione l'esistenza di Dio già dall'età di circa otto anni.
Compì gli studi presso la locale Whitley Park Infants and Junior Schools e la Ashmead Comprehensive School. Nel 1980, dopo aver trascorso un anno sabbatico lavorando come giardiniere presso l'Università di Reading, si iscrisse alla prestigiosa University College di Londra con l'intenzione di studiare biologia, ma dopo due settimane decise di cambiare indirizzo scegliendo filosofia, laureandosi con lode di seconda classe nel 1983.
Sempre nel 1983 iniziò la sua carriera artistica formando, assieme al suo migliore amico Bill Macrae, il duo pop-new wave Seona Dancing, nel quale era cantante. Il duo raggiunse una discreta popolarità all'inizio degli anni 1980, sciogliendosi nel 1984. Gervais ha in seguito brevemente lavorato come manager per gli Suede, dopodiché è diventato speaker radiofonico e ha partecipato a diversi programmi televisivi comici. Il successo è arrivato nel 2001 con la serie televisiva della BBC The Office, da lui scritta e interpretata come attore nel ruolo di David Brent.

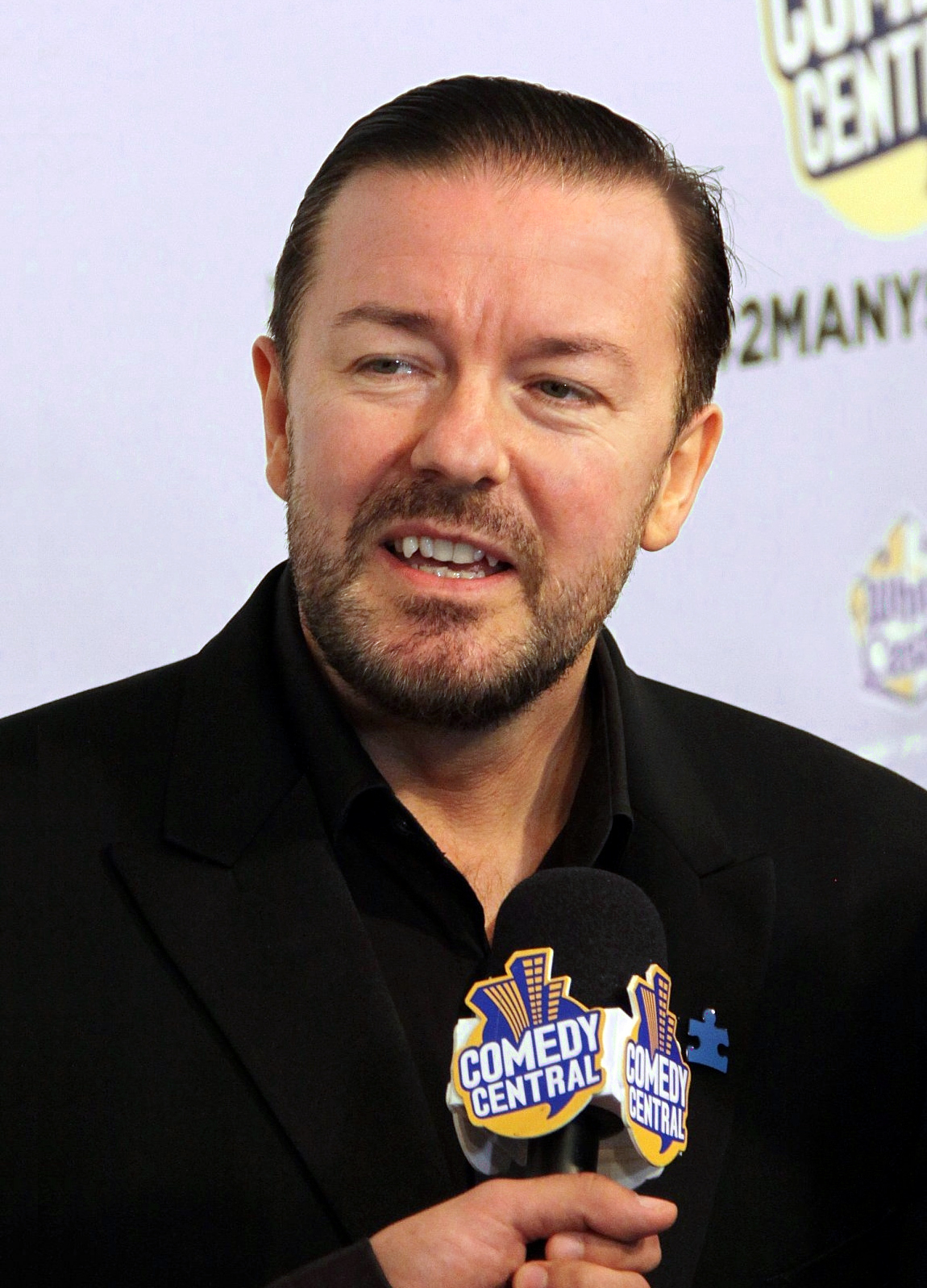
Ricky Gervais nel 2010

Alla fine degli anni 1990 ha iniziato a esibirsi come attore stand-up. Dal 2003 al 2010 si è esibito in molteplici tour internazionali e ha pubblicato quattro spettacoli in DVD, poi trasmessi anche in televisione. Nel 2016 è tornato sul palco e nel 2018, dopo oltre un anno di tour, è uscito in esclusiva Netflix il suo ultimo special chiamato Humanity.

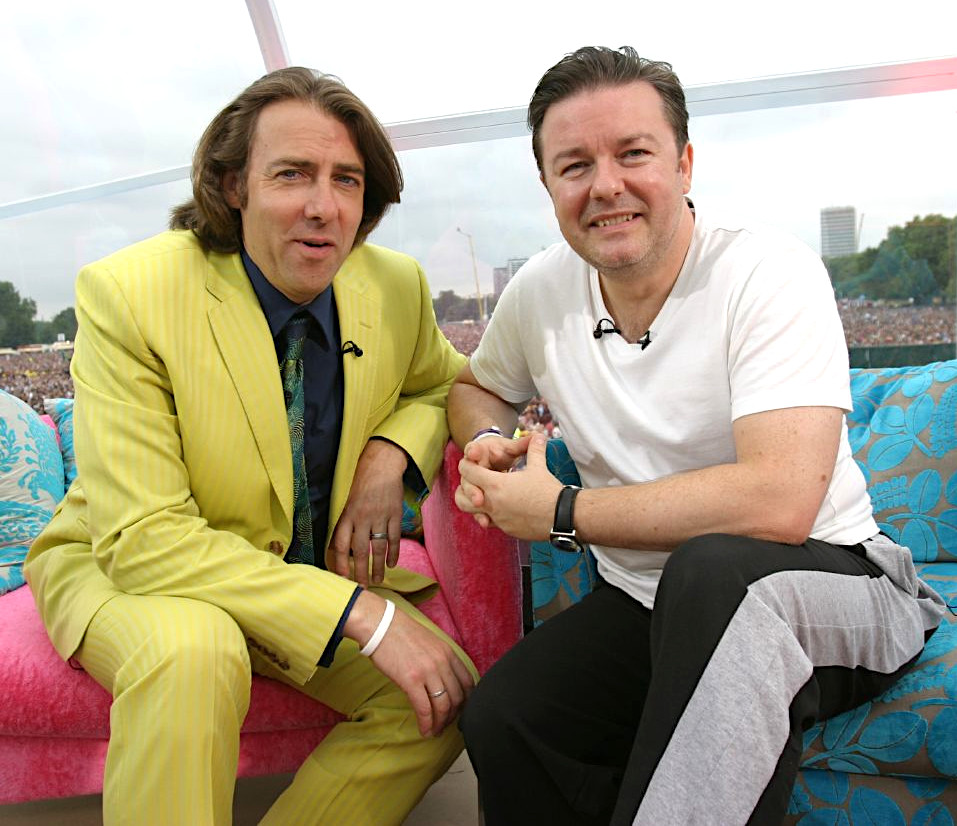
Ricky Gervais e Jonathan Ross nel 2005

Nel 2006 ha scritto una puntata de I Simpson e partecipato come guest star doppiando il proprio personaggio, Charles Heathbar, disegnato sulle caratteristiche fisiche dello stesso Gervais. Ha partecipato come doppiatore anche in un episodio del 2011, nei panni di sé stesso come conduttore della notte degli Oscar.
Nel 2008 ha prestato la sua voce e la sua persona al videogame per PC, Xbox 360 e PS3 GTA IV, nel quale ha recitato nel ruolo di se stesso. Alcuni suoi sketch sono infatti stati riproposti nel locale di cabaret Split Sides a Liberty City (città in cui è ambientato il videogame). Nel 2009 ha fatto il suo esordio come regista cinematografico con Il primo dei bugiardi. Ha ricevuto diversi premi tra i quali figurano sette BAFTA, cinque British Comedy Awards, tre Golden Globe e due Emmy. Ha presentato le cerimonie di premiazione dei Golden Globe del 2010, 2011, 2012, 2016 e 2020. Nel 2014 ha preso parte al film Disney in live action Muppets 2 - Ricercati.

## Vita privata
Ha conosciuto la sua compagna, la scrittrice e produttrice televisiva Jane Fallon, durante gli studi universitari a Londra nel 1982. La coppia ha scelto di comune accordo di non sposarsi e non avere figli, sostenendo che "non ha senso che noi facciamo una vera cerimonia davanti agli occhi di Dio perché Dio non c’è" e di "non avere voglia di dedicare sedici anni delle nostre vite. E naturalmente anche perché ci sono già troppi bambini". Possiede due case ad Hampstead, a Londra, e a Marlow, nel Buckinghamshire, oltre un appartamento nel Barbizon 63 di Manhattan.
Si dichiara ateo agnostico e umanista, inoltre è membro onorario del National Secular Society. È anche un sostenitore dei diritti degli animali ed è vegano. Gervais ha dichiarato, durante una puntata del Graham Norton Show, di non aver mai conseguito la patente di guida, dal momento che "non si può bere e allo stesso tempo guidare".

## Influenze
Ricky Gervais ha citato Stanlio e Ollio, Groucho Marx, Peter Edward Cook e Christopher Guest tra le sue più significative influenze. La decisione di John Cleese di interrompere la sua acclamata sitcom Fawlty Towers dopo dodici puntate ha ispirato Gervais a mantenere le sue sitcom (The Office, Extras e Derek) a dodici episodi ciascuno.

## Filmografia

### Attore

#### Cinema
- Dog Eat Dog, regia di Moody Shoaibi (2001)
- For Your Consideration, regia di Christopher Guest (2006)
- Una notte al museo (Night at the Museum), regia di Shawn Levy (2006)
- Stardust, regia di Matthew Vaughn (2007)
- Ghost Town, regia di David Koepp (2008)
- Una notte al museo 2 - La fuga (Night at the Museum: Battle of the Smithsonian), regia di Shawn Levy (2009)
- Il primo dei bugiardi (The Invention of Lying), regia di Ricky Gervais e Matthew Robinson (2009)
- L'ordine naturale dei sogni (Cemetery Junction), regia di Ricky Gervais e Stephen Merchant (2010)
- Muppets 2 - Ricercati (Muppets Most Wanted), regia di James Bobin (2014)
- Notte al museo - Il segreto del faraone (Night at the Museum: Secret of the Tomb), regia di Shawn Levy (2014)
- Special Correspondents, regia di Ricky Gervais (2016)
- David Brent: Life on the Road, regia di Ricky Gervais (2016)

#### Televisione
- Comedy Lab – serie TV, episodio 2x06 (1999)
- Spaced – serie TV, episodio 2x06 (2001)
- The Office – serie TV, 14 episodi (2001-2003)
- Alias – serie TV, episodio 3x15 (2004)
- Extras – serie TV, 13 episodi (2005-2007)
- Sesamo apriti (Sesame Street) – serie TV, 3 episodi (2009)
- Louie – serie TV, episodi 1x03-1x12 (2010)
- An Idiot Abroad – serie TV, 17 episodi (2010-2011)
- Curb Your Enthusiasm – serie TV, episodio 8x06 (2011)
- Life's Too Short – serie TV (2011-2013)
- Derek – serie TV (2013-2014)
- Galavant – serie TV, episodio 1x06 (2015)
- After Life – serie TV, 18 episodi (2019-2022)

### Doppiatore
- Legend of the Lost Tribe, regia di Peter Peake – film TV (2002)
- Valiant - Piccioni da combattimento (Valiant), regia di Gary Chapman (2005)
- I Simpson (The Simpsons) – serie TV, episodi 17x15 - 22x14 (2006-2011)
- Spongebob (SpongeBob SquarePants) – serie TV, episodio 7x16 (2009)
- The Ricky Gervais Show – serie TV, 26 episodi (2010-2011)
- Spy Kids 4 - È tempo di eroi (Spy Kids: All the Time in the World), regia di Robert Rodriguez (2011)
- I Griffin (Family Guy) – serie TV, episodio 10x14 (2012)
- Fuga dal pianeta Terra (Escape from Planet Earth), regia di Cal Brunker (2013)
- Il piccolo principe (The Little Prince), regia di Mark Osborne (2015)
- La famiglia Willoughby (The Willoughbys), regia di Kris Pearn (2020)
- Save Ralph, regia di Spencer Susser – cortometraggio (2021)
- Paws of Fury - La leggenda di Hank (Paws of Fury: The Legend of Hank), regia di Rob Minkoff, Mark Koetsier e Chris Bailey (2022)
- Dog Man, regia di Peter Hastings (2025)

### Regista
- The Office – serie TV, 14 episodi (2001-2003)
- Extras – serie TV, 13 episodi (2005-2007)
- Il primo dei bugiardi (The Invention of Lying), co-diretto con Matthew Robinson (2009)
- L'ordine naturale dei sogni (Cemetery Junction), co-diretto con Stephen Merchant (2010)
- Life's Too Short – serie TV, 7 episodi (2011-2013)
- Derek – serie TV (2013-2014)
- Special Correspondents (2016)
- David Brent: Life on the Road (2016)
- After Life – serie TV, 18 episodi (2019-2022)

### Sceneggiatore
- Comedy Lab – serie TV, episodio 2x06 (1999)
- The Office – serie TV, 14 episodi (2001-2003)
- Ricky Gervais Live: Animals (2003) - Spettacolo comico
- Ricky Gervais Live 2: Politics (2004) - Spettacolo comico
- The Office – serie TV, episodio 3x09 (2006)
- I Simpson (The Simpsons) – serie TV, episodio 17x15 (2006)
- Extras – serie TV, 13 episodi (2005-2007)
- Ricky Gervais Live 3: Fame (2007) - Spettacolo comico
- Ricky Gervais: Out of England - The Stand-Up Special (2008) - Spettacolo comico
- Il primo dei bugiardi (The Invention of Lying), regia di Ricky Gervais e Matthew Robinson (2009)
- L'ordine naturale dei sogni (Cemetery Junction), regia di Ricky Gervais e Stephen Merchant (2010)
- Ricky Gervais: Out of England 2 - The Stand-Up Special (2010) - Spettacolo comico
- Life's Too Short – serie TV, 7 episodi (2011-2013)
- Derek – serie TV (2013-2014, 2 stagioni)
- Special Correspondents, regia di Ricky Gervais (2016)
- Ricky Gervais: Humanity (2018) - Spettacolo comico
- After Life – serie TV, 18 episodi (2019-2022)

## Spettacoli
- Animals (2003)
- Politics (2004)
- Fame (2007)
- Out of England (2008)
- Science (2009)
- Out of England 2 (2010)
- Humanity (2018)
- SuperNature (2022)
- Armageddon (2023)
- Mortality (2025)

## Doppiatori italiani
Nelle versioni in italiano delle opere in cui ha recitato, Ricky Gervais è stato doppiato da:
- Roberto Pedicini in The Office (UK), Extras, The Office (USA), Una notte al museo, Ghost Town, Una notte al museo 2 - La fuga, Scemo di viaggio, Notte al museo - Il segreto del faraone, David Blaine: magia o realtà?, Special Correspondents, David Brent: Life on the Road
- Roberto Stocchi in Stardust, After Life
- Massimo De Ambrosis ne Il primo dei bugiardi, L'ordine naturale dei sogni
- Fabrizio Temperini in Alias
- Luigi Ferraro in Louie
- Massimo Lodolo in Muppets 2 - Ricercati

Da doppiatore è sostituito da:
- Roberto Pedicini ne I Simpson (ep. 22x14)
- Sandro Acerbo ne I Simpson (ep. 17x15)
- Antonio Palumbo ne I Griffin
- Enzo Salvi in Valiant - Piccioni da combattimento
- Teo Bellia in Spy Kids 4 - È tempo di eroi
- Francesco Bulckaen in Fuga dal pianeta Terra
- Alessandro Siani in Il piccolo principe
- Alberto Bognanni in Scooby-Doo and Guess Who?
- Paolo Maria Scalondro ne La famiglia Willoughby
- Mino Caprio in Paws of Fury - La leggenda di Hank

## Premi e riconoscimenti
- Premio Emmy
  - 2005 - Candidatura alla miglior sceneggiatura per una miniserie o film per la televisione per The Office
  - 2006 - Miglior serie commedia per The Office
  - 2006 - Candidatura alla miglior sceneggiatura per una serie commedia per Extras
  - 2007 - Candidatura alla miglior serie commedia per The Office
  - 2007 - Migliore attore protagonista in una serie commedia per Extras
  - 2007 - Candidatura alla miglior regia in una serie commedia per Extras
  - 2007 - Candidatura alla miglior sceneggiatura per una serie commedia per Extras
  - 2008 - Candidatura alla miglior serie commedia per The Office
  - 2008 - Candidatura al miglior attore in una miniserie o film per la televisione per Extras: The Extra Special Series Finale
  - 2008 - Candidatura al miglior film per la televisione per Extras: The Extra Special Series Finale
  - 2008 - Candidatura alla miglior regia per una miniserie o film per la televisione per Extras: The Extra Special Series Finale
  - 2008 - Candidatura alla miglior sceneggiatura per una miniserie o film per la televisione per Extras: The Extra Special Series Finale
  - 2009 - Candidatura alla miglior serie commedia per The Office
  - 2009 - Candidatura al miglior speciale varietà, musicale o commedia per Ricky Gervais: Out of England - The Stand-Up Special
  - 2009 - Candidatura alla miglior sceneggiatura per uno speciale varietà, musicale o commedia per Ricky Gervais: Out of England - The Stand-Up Special
  - 2010 - Candidatura alla miglior serie commedia per The Office
  - 2010 - Candidatura al miglior programma animato per Lo spettacolo di Ricky Gervais
  - 2011 - Candidatura alla miglior serie commedia per The Office
  - 2011 - Candidatura al miglior speciale per Golden Globe 2011
  - 2012 - Candidatura al miglior speciale per Golden Globe 2012
  - 2014 - Candidatura al miglior attore in una serie commedia per Derek
  - 2015 - Candidatura al miglior attore in una miniserie o film per la televisione per Derek
  - 2016 - Candidatura al miglior speciale per Golden Globe 2016
  - 2020 - Candidatura al miglior speciale varietà in diretta per Golden Globe 2020